# 陆家鹏
陆家鹏（1934年—），男，江苏苏州人，中国火炮与自动武器专家，曾任华东工学院教授、博士生导师。